# Matou, Fujian
Matou (kinesiska: 码头) är en köping i sydöstra Kina. Den ligger i Nan'an i staden Quanzhou i provinsen Fujian, omkring 140 kilometer sydväst om provinshuvudstaden Fuzhou. Antalet invånare är 49 759. Befolkningen består av 25 646 kvinnor och 24 113 män. Barn under 15 år utgör 16,0 %, vuxna 15-64 år 73 %, och äldre över 65 år 10,0 %.